# Anders Englund
Anders Englund, född 10 januari 1957, åländsk politiker (Åländsk Center).
- Ledamot av Ålands lagting 1999-2015
- Trafikminister, Ålands landskapsstyrelse 1995-1999
- Ledamot av Ålands lagting 1991-1995